# Duccio
Duccio Di Buoninsegna, talijanski slikar (vjerojatno Siena, oko 1255. – Siena, prije 3. kolovoza 1319.). Zadnji majstor sienske slikarske škole koja čuva bizantsku tradiciju, a prvi predrenesansni slikar koji se nastoji osloboditi krutih shema bizantskog slikarstva.
U sakralnim kompozicijama slika idealizirane likove oko kojih, još uvijek na zlatnoj pozadini, nastoji stvoriti atmosferu i dublji prostor na prizorima toskanskih krajolika i vedutama gradova. Poetiziranu idealizaciju i produhovljenost religioznog izraza, koji su postali glavno obilježja sienske slikarske škole, nastavio je Simone Martini.
Glavna djela su mu: Madonna Rucellai za firentinsku crkvu Sta. Maria Novella i veliki poliptih s brojnim prizorima iz Biblije od kojih je najvažnija središnja kompozicija Majka Božja na prijestolju okružena anđelima i svecima za prvostolnicu u Sieni, tzv. Maestá.

## Poveznice
- Slikarstvo gotike

## Vanjske poveznice
- Duccio u Panopticon virtualnoj galeriji umjetnosti